# 木村珠莉
木村珠莉（日语：／ Kimura Juri，1988年6月7日—），日本女性配音員、旁白。出身於福岡縣。東京俳優生活協同組合所屬。身高150.5cm。
代表作有《白箱》（宮森葵）、《偶像大師 灰姑娘女孩》（相葉夕美）、《在地下城尋求邂逅是否搞錯了什麼》系列（蕾菲亞·維里迪斯）、《強風吹拂》（勝田葉菜子）、《滿腦都是○○的我沒辦法談戀愛》（高岡雅）等。

## 經歷
學生時期，木村珠莉曾經是廣播社的成員，她以成為解說員為目標而進入配音界。她在訓練學校學習喜歡上了表演，但卻沒有太多的機會演戲，而且由於本身一直很喜歡動畫，所以她也想知道自己是否可以在動畫裡出演。另外，在參加《白箱》試鏡之前，她也曾經一度擔心自己不適合演戲。後來確定出演《白箱》後，她透過作品接觸到了許多創作者和觀眾的感受，作為配音員出演動畫的願望也變得更加強烈。
2010年作為大阪第14期生進入俳協Voice Actors Studio（第38期），2011年隸屬於東京俳優生活協同組合。
她主要為企業使用的影片進行解說，例如醫療設備的教學影片和股市的產品說明影片。
2014年，她被選為擔任電視動畫《白箱》主角宮森葵。
2019年12月31日，在個人Twitter宣布結婚，並已經產下一子。

## 人物
資格：日本漢字能力檢定準2級、實用英語檢定準2級、色彩檢定3級。音域：女低音。
興趣：看佛像、聽音樂、讀書。此外，她是個宅在家派。
喜歡紀文食品的豆漿，最喜歡的是櫻花口味。喜歡的漫畫家：富美富美子、峰奈由果。她稱《彩夢芭蕾》是她最喜歡的動畫作品。
搖滾樂團氣志團的忠實粉絲，（作為創意作品和概念）喜歡不良少年。
即使在節目播出結束後，她仍然與共同出演《白箱》的佳村遙、千菅春香、高野麻美、大和田仁美保持聯繫。
有一個姊姊。

## 演出
粗體字表示主要角色。

### 電視動畫
2013年
- 魔奇少年 The kingdom of magic（小孩B）
- 名偵探柯南（2013年—2021年，女性店員、花店店員、家庭餐廳店員、女服務生、桂川結愛 等）

2014年
- 灰色的果實（操作員2）
- 白箱（2014年—2015年，宮森葵、米姆基、蘿蘿[27]、貝索貝索）
- 精靈使的劍舞（戴拉）
- 天體的秩序（學生）
- 大圖書館的牧羊人（女學生C、女服務生1）
- 來自繽紛世界的明日（護士、濱中學生B、濱中學生A）

2015年
- 偶像大師 灰姑娘女孩（相葉夕美）
- 學園孤島（祠堂圭[28]）
- GANGSTA.（收音機廣播聲音）
- 請問您今天要來點兔子嗎？系列（2015年—2020年，真手凛[29]）2系列[系列 1]
- 下流梗不存在的灰暗世界（女子D）
- JoJo的奇妙冒險 星塵遠征軍（護士B、護理人員、女性、索尼雅的人偶、店員）
- 食戟之靈（2015年—2016年，女性秘書、服務部門女子A、女性旁白、女性B、女性職員）2系列[系列 2]
- 戰姬絕唱SYMPHOGEAR GX（廣播）
- 在地下城尋求邂逅是否搞錯了什麼（蕾菲亞·維里迪斯）
- 偵探歌劇 少女福爾摩斯 TD（哈莫妮〈黑〉[30]、記者2、女子B）
- 出包王女DARKNESS 2nd（女學生A）
- VALKYRIE DRIVE -MERMAID-（上月桃子）
- 你好!! 黃金拼圖（女學生A）
- VENUS PROJECT -CLIMAX-（大森穗留須[31]）
- 可塑性記憶（秘書）
- 御神樂學園組曲（一宮繪瑠奈[32]）
- 落第騎士英雄譚（記者、廣播、女子、女孩子）
- 翻轉☆少女（真理夫[33]、愛知天婦羅團員、福愛、客）
- 若葉女孩（小橋柚葉）

2016年
- Active Raid -機動強襲室第八係-（A子、CA、女店員B、設備員、女朋友）2系列[系列 3]
- 超自然9人組（女性B）
- 百無禁忌！女高中生私房話（肉子）
- 學戰都市Asterisk（趙虎峰）
- 機動戰士鋼彈 鐵血孤兒（2016年—2017年，妮娜·宮森[34]、秘書、女學生、店員、廣播）2系列[系列 4]
- Classica Loid（2016年—2017年，助手、女、巴哈化的人、女性主持人）2系列[系列 5]
- 黑骸（貝絲[35]）
- GATE 奇幻自衛隊（娜優）
- 競女!!!!!!!!（森本綠）
- 齊木楠雄的災難（2016年—2018年，女性、女子B、女學生、女性店員、女孩子 等）2系列[系列 6]
- 最弱無敗神裝機龍（艾爾·法婕拉）
- 12歲。 ～小小的胸口心跳加速～（蒼井結衣[36]）2系列[系列 7]
- JoJo的奇妙冒險 不滅鑽石（女學生A、吉江）
- 時間飛船24（小豆）
- 男子啦啦隊!!（女子1）
- Dimension W -第四次元-（主播、羅賽）
- 龍族拼圖X（櫃台職員）
- 重裝武器（蕾米修[37]）
- 路人超能100（真理子）

2017年
- 清戀（桃乃今日子[38]）
- 人渣的本願（鷗端乃莉子的母親、最可的母親）
- 亞人醬有話要說（女學生、雪戀的女主角）
- 快盜天使雙胞胎BREAK（朋友B）
- ID-0（系統聲音、操作員B、主播）
- 劍姬神聖譚 在地下城尋求邂逅是否搞錯了什麼外傳（蕾菲亞·維里迪斯[39]）
- Re:CREATORS（小孩）
- 碧藍幻想 The Animation（卡爾巴）
- 有頂天家族2（路人B）
- 野良與皇女與流浪貓之心（田中[40]）
- 漫威未來復仇者聯盟（日语：マーベル フューチャー・アベンジャーズ）（2017年—2018年，克洛伊[41]）2系列[系列 8]
- 咕嚕咕嚕魔法陣 (2017年版)（柯柯麗的母親）
- Infini-T Force（主播B／女〈通信〉）
- 將國戡亂記（戈露特魯朵[42]）
- 偶像大師 灰姑娘女孩劇場（2017年—2019年、相葉夕美[43]）3系列[系列 9]
- 蠟筆小新（2017年—2022年，女性D、女性社員、咖啡店員）

2018年
- IDOLiSH7（2018年—2022年，悠香、女性C）3系列[系列 10]
- Slow Start（中村千奈美[44]）
- 妖精森林的小不點（店員、車掌）
- 刀劍神域外傳 Gun Gale Online（2018年—2024年，廣播）2系列[系列 11]
- 冷然之天秤（久世鶇[45]）
- 和風喫茶鹿楓堂（記者）
- 鋼彈創鬥者 潛網大戰（廣播）
- 惡魔高校D×D HERO（大姐姐）
- 工作細胞（2018年—2021年，廣播、紅血球2、抑制性T細胞2、造血幹細胞1、巨噬細胞1 等）2系列[系列 12]
- 後街女孩（村田、小野）
- 關於我轉生變成史萊姆這檔事（2018年—2024年，哈露娜）2系列[系列 13]
- 強風吹拂（2018年—2019年，勝田葉菜子[46]）
- 終將成為妳（櫻木詩織）
- 龍族拼圖（2018年—2022年，外國人、泰式蝦、綠）
- 隔壁的吸血鬼美眉（母親）
- 魔法禁書目錄III（空服員）
- 偵探歌劇 少女福爾摩斯 心靈的問候（值田美杉）

2019年
- 足球小將翼 (2018年版)（2019年—2024年，町田町子、中澤篤志）2系列[系列 14]
- revisions（示威隊伍）
- Endro～！（小孩）
- 魔法水果籃 (2019年版)（女學生、友人）
- 凱洛與塔斯黛（廣播、播報員、經理、記者、阿比 等）
- 滿腦都是○○的我沒辦法談戀愛（高岡雅[47]）
- 滿月之戰（林菜菜[48]）
- 炎炎消防隊（廣播）
- 巴比倫（日语：バビロン (小説)）（主播）
- 星合之空（女學生）
- 慎重勇者 ～這個勇者明明超TUEEE卻過度謹慎～（幼兒化的戰帝）

2021年
- 轉生史萊姆日記 關於我轉生變成史萊姆這檔事（哈露娜）

2023年
- 江戶前精靈（門井雲母）
- 機戰少女Alice Expansion（麗塔·亨謝爾[49]）

2024年
- 哆啦A夢（母、女性、白雪公主）
- 杖與劍的魔劍譚（蕾菲亞·維里迪斯）
- 聽說你們要結婚!?（五十島秋子）

### 電影動畫
2010年代
- 好想大聲說出心底的話。（2015年，賀部成美[50]）
- LoveLive！學園偶像電影（2015年）
- 怪物彈珠 THE MOVIE（2016年，若葉皆實〈小學生、中學生〉[51]）
- 企鵝公路（2018年，吉野老師）
- 在地下城尋求邂逅是否搞錯了什麼 -獵戶座之箭-（2019年，蕾菲亞·維里迪斯[52]）
- 光之美少女 Miracle Universe（2019年，麻雀女孩）

2020年代
- 劇場版 白箱（2020年，宮森葵[53]、米姆基、蘿蘿、嘿美[54] 等）
- 讓我聽見愛的歌聲（2021年，前田）
- 哆啦A夢：大雄的繪畫世界物語（2025年，貓）

### OVA
- 偷×看（2014年，社員D）[注 1]
- 第三飛行少女隊（2015年，艾莉絲）
- 女王之刃 魔法之書（2016年，白雪[55]）
- 請問您今天要來點兔子嗎?? ～Dear My Sister～（2017年，真手凛）

### 網路動畫
2010年代
- 怪物彈珠（2015年—2018年，若葉皆實[56][57]）
- 笨蛋男友（2015年，夏樹亞子美[58]）
- 機動戰士鋼彈 雷霆宙域戰線（2017年，凱特·勇）
- 星期一的豐滿（2017年，語音警報）[注 2]
- 偶像大師 灰姑娘女孩劇場 灰姑娘女孩週二劇場／Extra Stage（2017年—2021年，相葉夕美[43]）2系列

2020年代
- 天空侵犯（2021年，假面聲音、電話答錄機聲音）
- 灰姑娘女孩 10週年慶典動畫 ETERNITY MEMORIES（2022年，相葉夕美）

### 遊戲
2014年
- 萬千回憶（攻愛的水靈精娘梅麗珊、遊閃的星擊兵諾農）

2015年
- 偶像大師 灰姑娘女孩（2015年—2023年，相葉夕美[59][60]）2作品[系列 15]
- 家電少女（福里納[61]）
- 碧藍幻想（卡魯巴[62]）
- 動物朋友（亞利桑那豹（日语：アリゾナジャガー））
- 白貓Project（特蕾莎·邁斯納[63]）
- 巴哈姆特之怒（卡茲[64]）
- Valiant Knights（梅麗莎＝萊拉克[65]）
- 聖火降魔錄if（倪克斯[66]、物集）
- 勇氣之劍×火焰之魂（日语：ブレイブソード×ブレイズソウル）（利維坦[67]、杜蘭達爾、下界矮人、加爾格）
- 王室閃光英雄（科林）

2016年
- 秋葉原妄想物語（早乙女彼方[68]）
- 最終騎士 -十字碎片-（萊塔斯[69]）
- 問答RPG 魔法使與黑貓維茲（特蕾莎·邁斯納[70]）
- 式神物語 ～中二病JK拯救世界～（瑠璃[71]）
- 12歲。系列（2016年—2017年，蒼井結衣[72][73]）2作品
- 靈魂行者（米里亞姆[74]、黃泉[74]）
- 龍族獵人COOP
- Puzzle of Empires（始皇帝[75]、忽必烈[75]）
- 夢幻之星Online2（2016年—2017年，謝拉[76]、謝拉〈妖精〉[77][78]）
- 夢幻之星Online2 es（2016年—2017年，尼約布、羅絲弗羅茲[79]、Over Tail[80]、弗拉多爾[81]、拉維斯＝布萊德[82]）
- 新娘夢工廠（日语：嫁コレ）（宮森葵）
- RIRIKURU Rainbow Stage!!!（日语：りりくる）（櫻庭遊乃[83]）
- 戀愛記錄 藍色大海／金色沙灘（日语：レコラヴ）（阿武壬多摩）
- 馭時之輪（雪女、鬼童丸）

2017年
- 在地下城尋求邂逅是否搞錯了什麼 ～記憶憧憬～（蕾菲亞·維里迪斯[84]）
- 野良與皇女與流浪貓之心（田中[85]）
- 聖火降魔錄 回音 另一名英雄王（柚子）

2018年
- 碧藍航線（奧馬哈、羅利、朱諾（輕型巡洋艦））
- 刀使之巫女 刻印一閃的燈火（渡邊愛蜜莉[86]）
- 機戰少女Alice（麗塔·亨謝爾）

2019年
- 野良與皇女與流浪貓之心2（田中[87]）
- 在地下城尋求邂逅是否搞錯了什麼 無限戰鬥（蕾菲亞·維里迪斯[88]）
- 蒼藍誓約（大黃蜂[89]）
- 東方Cannon Ball（日语：東方キャノンボール）（依神女苑）

2020年
- Rolling Sphere（角宿[90]）
- 閃耀幻想曲（祠堂圭[91]）

2021年
- 幻想神姬（四不象[92]、昊天上帝）
- 聖火降魔錄 英雄雲集（2021年—2024年，倪克斯[93]、物集[94]）
- 崩壞3（伊甸[95][96]）

2022年
- 暮蟬悲鳴時 命（日语：ひぐらしのなく頃に 命）（西園寺雅）

2023年
- 在地下城尋求邂逅是否搞錯了什麼 戰鬥編年史（蕾菲亞·維里迪斯[97]）

2025年
- Fate/Grand Order（小野小町[98]）

### 廣播劇CD
- 暗夜魔法使 The 2nd Edition 粉絲書 最終倒數計時（2012年）
- 無邪氣樂園（2013年，藤田路子）[注 3]
- 電視動畫「學園孤島」 BD&DVD 第4卷 初回限定 特典廣播劇CD（2015年，祠堂圭）
- 廣播劇CD RIRIKURU Vol.7「閃耀!? 明星的條件！」（日语：りりくる）（2016年，櫻庭遊乃[99]}}</ref>）[注 4]
- 廣播劇CD「PHANTASY STAR ONLINE 2」 ～謝拉的報告～（2017年，謝拉）
- 聖火降魔錄0（日语：ファイアーエムブレム0） 愛與羈絆特別談話CD（2017年，柚子）
- 有聲戲劇 上帝說謊了。（2021年，姬川）[注 5]

### 有聲書
- 我們的2次初吻（2015年，井村夏芽[100]）
- 向日葵:unUtopial World（日语：ヒマワリ：unUtopial World）（2017年，威爾子[101]）—小說第5冊特典
- 有聲書《第5護衛隊群的戰鬥 -女子部-（來自電影「空母伊吹」）》（2019年，山本修造[102]）

### 外語配音

#### 電影
- 荷魯斯之眼：王者爭霸（2016年）[103]
- 侏羅紀世界（2017年，滄龍指南〈寇特妮·詹姆斯·克拉克〉）※日本電視台版。
- 瞞天過海：八面玲瓏（2018年，艾迪〈艾迪·基爾南〉[104]）
- 聖誕發明家（英语：The Man Who Invented Christmas (film)）（2018年，粉絲少女）
- 瘋狂麥斯：憤怒道（2019年，小笨〈艾比·麗〉[105]）※The Cinema（日语：ザ・シネマ）版。

### 廣播節目
※表示網路廣播。
- 白箱電台BOX（2014年—2015年，音泉）※[106]
- 御神樂學園電台廣播社（2015年，Hibiki Radio Station（日语：HiBiKi Radio Station））※[107]
- 柯奈莉亞魔法學園（日语：コルネーリア魔法学園）（2015年，bayfm）
- 電台「劍姬神聖譚」～魔導士與亞馬遜～（2017年，音泉）※[108]

### 電視節目
※記號表示網路電視。
- DanMachi情報局AuRadioＺ（2017年—2019年，YouTube）※[109]

### 旁白
- 關8比賽中（朝日電視台[3]）
- Welcome！[Alexandros]（Space Shower TV）

### 人偶劇
- 項羽與劉邦 至遙遠的大地（日语：項羽と劉邦 はるかなる大地）（2013年）

### 數位漫畫
- 還活著…（日语：まだ、生きてる…）（2014年，岡田由美子）
- 你好！我的寶貝（日语：はろー!マイベイビー）（2019年，朝倉小梅）

### 其它
- Anisong Vocal「COLORFUL BOX」演唱[110]
- 音泉資訊導航（2017年3月）
- 『魔法使光之美少女！』音樂劇秀（呼拉灣[111]）
- 聖火降魔錄 英雄（2017年，菲[112]）

## 音樂作品

### 角色歌曲
| 發行日期 | 商品名稱                                                                                              | 歌 | 樂曲                                      | 備註                                                   |
| 2014年   | 2014年                                                                                                | 2014年 | 2014年                                    | 2014年                                                 |
| -------- | --- | --- | ----------------------------------------- | ------------------------------------------------------ |
| 11月26日 | COLORFUL BOX/Animetic Love Letter                                                                     | 宫森葵（木村珠莉）、安原繪麻（佳村遙）、坂木靜香（千菅春香） | 「Animetic Love Letter」                  | 電視動畫《白箱》片尾主題曲                             |
| 2015年   | | |                                           |                                                        |
| 2月25日  | 寶箱 -TREASURE BOX-/Platinajet                                                                        | [ 成員 1 ] | 「」                                      | 電視動畫《白箱》片尾主題曲                             |
| 4月22日  | 放學後革命                                                                                            | 放學後樂園社 | 「放課後革命」                            | 電視動畫《御神樂學園組曲》片頭主題曲                   |
| 4月22日  | 放學後革命                                                                                            | 一宮繪瑠奈（木村珠莉） | 「」                                      | 電視動畫《御神樂學園組曲》相關歌曲                     |
| 5月27日  | | 放學後樂園社 | 「」                                      | 電視動畫《御神樂學園組曲》片尾主題曲                   |
| 5月27日  | 御神樂學園組曲 OPED連結購買者animate特典CD                                                            | 放學後樂園社 | 「放課後革命ver.T-MIX」 「」              | 電視動畫《御神樂學園組曲》相關歌曲                     |
| 5月27日  | 御神樂學園組曲 OPED連結購買者animate特典CD                                                            | 一宮繪瑠奈（木村珠莉） | 「」                                      | 電視動畫《御神樂學園組曲》相關歌曲                     |
| 6月24日  | 御神樂學園組曲 BD&DVD第1卷 animate限定版                                                              | 一宮繪瑠奈（木村珠莉） | 「overture」                              | 電視動畫《御神樂學園組曲》相關歌曲                     |
| 7月29日  | THE IDOLM@STER CINDERELLA MASTER Absolute NIne                                                        | THE IDOLM@STER CINDERELLA GIRLS!! | 「Absolute NIne」                         | 遊戲《偶像大師 灰姑娘女孩》相關歌曲                    |
| 7月29日  | THE IDOLM@STER CINDERELLA MASTER Absolute NIne                                                        | THE IDOLM@STER CINDERELLA GIRLS for BEST5！ | 「」                                      | 遊戲《偶像大師 灰姑娘女孩》相關歌曲                    |
| 9月16日  | 好想大聲說出心底的話。 原聲帶                                                                         | 少女［仁藤菜月（雨宮天）］、王子［坂上拓實（内山昂輝）］、世界的人們 | 「」                                      | 電影動畫《好想大聲說出心底的話。》劇中歌               |
| 9月25日  | 御神樂學園組曲 BD&DVD第4卷特典CD                                                                      | 一宮繪瑠奈（木村珠莉） | 「」 「」                                 | 電視動畫《御神樂學園組曲》相關歌曲                     |
| 2016年   | | |                                           |                                                        |
| 3月2日   | THE IDOLM@STER CINDERELLA MASTER 044 相葉夕美                                                         | 相葉夕美（木村珠莉） | 「lilac time」                            | 遊戲《偶像大師 灰姑娘女孩》相關歌曲                    |
| 4月28日  | 『』 初回限定版收錄主題歌&片尾CD                                                                      | 櫻庭遊乃（木村珠莉）、仁篠珠季（M·A·O）、高月紗惠香（照井春佳） | 「」                                      | 遊戲《RIRIKURU Rainbow Stage!!!》片頭主題曲            |
| 4月28日  | 『』 初回限定版收錄主題歌&片尾CD                                                                      | 櫻庭遊乃（木村珠莉）、仁篠珠季（M·A·O）、高月紗惠香（照井春佳） | 「true heart essence」                    | 遊戲《RIRIKURU Rainbow Stage!!!》片尾主題曲            |
| 4月28日  | 『』 初回限定版收錄主題歌&片尾CD                                                                      | 櫻庭遊乃（木村珠莉）、仁篠珠季（M·A·O） | 「true heart essence 遊乃&珠季ver.」      | 遊戲《RIRIKURU Rainbow Stage!!!》相關歌曲              |
| 4月28日  | 『』 初回限定版收錄主題歌&片尾CD                                                                      | 櫻庭遊乃（木村珠莉）、高月紗惠香（照井春佳） | 「true heart essence 遊乃&紗恵香 ver.」   | 遊戲《RIRIKURU Rainbow Stage!!!》相關歌曲              |
| 6月15日  | THE IDOLM@STER CINDERELLA MASTER Passion Jewelries！003                                               | 姬川友紀（杜野真子）、市原仁奈（久野美）、片桐早苗（和氣杏未）、大槻唯（山下七海）、相葉夕美（木村珠莉） | 「」 「Near to You」                      | 遊戲《偶像大師 灰姑娘女孩》相關歌曲                    |
| 6月15日  | THE IDOLM@STER CINDERELLA MASTER Passion Jewelries！003                                               | 相葉夕美（木村珠莉） | 「」                                      | 遊戲《偶像大師 灰姑娘女孩》相關歌曲                    |
| 7月27日  | THE IDOLM@STER CINDERELLA GIRLS STARLIGHT MASTER 04 生存本能Valkyrie                                  | 新田美波（洲崎綾）、高森藍子（金子有希）、鷺澤文香（M·A·O）、橘愛麗絲（佐藤亞美菜）、相葉夕美（木村珠莉） | 「」 「」                                 | 遊戲《偶像大師 灰姑娘女孩 星光舞台》相關歌曲           |
| 2017年   | | |                                           |                                                        |
| 2月8日   | THE IDOLM@STER CINDERELLA MASTER EVERMORE                                                             | 相葉夕美（木村珠莉）、五十嵐響子（種崎敦美）、市原仁奈（久野美咲）、一之瀨志希（藍原琴美）、大槻唯（山下七海）、片桐早苗（和氣杏未）、鷺澤文香（M·A·O）、櫻井桃華（照井春佳）、鹽見周子（盧婷）、橘愛麗絲（佐藤亞美菜）、中野有香（下地紫野）、二宮飛鳥（青木志貴）、速水奏（飯田友子）、姫川友紀（杜野真子）、宮本芙蕾德莉卡（高野麻美） | 「Near to You」                           | 遊戲《偶像大師 灰姑娘女孩》相關歌曲                    |
| 2月8日   | THE IDOLM@STER CINDERELLA MASTER EVERMORE                                                             | 大橋彩香、福原綾香、原紗友里、藍原琴美、青木志貴、青木瑠璃子、飯田友子、五十嵐裕美、今井麻夏、上堇、內田真禮、櫻千依、大空直美、大坪由佳、金子真由美、金子有希、木村珠莉、黑澤朋世、佐藤亞美菜、下地紫野、洲崎綾、鈴木繪理、高野麻美、高森奈津美、立花理香、種崎敦美、千菅春香、東山奈央、長島光那、原優子、早見沙織、春瀨夏美、上舞、牧野由依、松井惠理子、松嵜麗、三宅麻理惠、村中知、杜野真子、安野希世乃、山下七海、山本希望、佳村遙、盧婷、和氣杏未 | 「EVERMORE（4thLIVE MIX）」               | 遊戲《偶像大師 灰姑娘女孩》相關歌曲                    |
| 3月15日  | | 桃乃今日子（木村珠莉） | 「」 「」                                 | 電視動畫《清戀》片尾主題曲                             |
| 5月13日  | THE IDOLM@STER CINDERELLA GIRLS 5thLIVE TOUR Serendipity Parade!!! 宮城、石川、大阪 會場原聲CD        | 相葉夕美（木村珠莉） | 「」                                      | 遊戲《偶像大師 灰姑娘女孩 星光舞台》相關歌曲           |
| 5月24日  | THE IDOLM@STER CINDERELLA GIRLS LITTLE STARS！練習曲僅一首而已                                        | 相葉夕美（木村珠莉） | 「」                                      | 電視動畫《偶像大師 灰姑娘女孩劇場》相關歌曲            |
| 7月26日  | 劍姬神聖譚 在地下城尋求邂逅是否搞錯了什麼外傳 BD&DVD第2卷特典CD                                       | 蕾菲亞（木村珠莉） | 「」                                      | 電視動畫《在地下城尋求邂逅是否搞錯了什麼外傳》相關歌曲 |
| 9月13日  | THE IDOLM@STER CINDERELLA GIRLS STARLIGHT MASTER 13 Sweet Witches' Night ～第6個人是誰～              | 小日向美穗（津田美波）、城崎美嘉（佳村遙）、相葉夕美（木村珠莉）、上條春菜（長島光那）、赤城米莉亞（黑澤朋世） | 「shabon song」                           | 遊戲《偶像大師 灰姑娘女孩 星光舞台》相關歌曲           |
| 10月18日 | THE IDOLM@STER CINDERELLA GIRLS MASTER SEASONS AUTUMN！                                               | 相葉夕美（木村珠莉）、多田李衣菜（青木瑠璃子）、中野有香（下地紫野） | 「」                                      | 遊戲《偶像大師 灰姑娘女孩》相關歌曲                    |
| 2018年   | | |                                           |                                                        |
| 7月31日  | — | 相葉夕美（木村珠莉） | 「」                                      | 遊戲《偶像大師 灰姑娘女孩 星光舞台》相關歌曲           |
| 10月10日 | THE IDOLM@STER CINDERELLA GIRLS LITTLE STARS！再見了Aloha                                             | 相葉夕美（木村珠莉） | 「Dreaming Star」                         | 電視動畫《偶像大師 灰姑娘女孩劇場》片尾主題曲          |
| 11月21日 | THE IDOLM@STER CINDERELLA GIRLS STARLIGHT MASTER 23 Twin☆亮卷★Tail                                    | 相葉夕美（木村珠莉） | 「」                                      | 遊戲《偶像大師 灰姑娘女孩 星光舞台》相關歌曲           |
| 11月30日 | THE IDOLM@STER CINDERELLA GIRLS 6thLIVE MERRY-GO-ROUNDOME!!! MASTER SEASONS AUTUMN！SOLO REMIX        | 相葉夕美（木村珠莉） | 「」                                      | 遊戲《偶像大師 灰姑娘女孩》相關歌曲                    |
| 2019年   | | |                                           |                                                        |
| 8月23日  | 「PHANTASY STAR ONLINE 2」角色歌曲CD ～Song Festival～ V                                              | 希菈（木村珠莉） | 「」                                      | 遊戲《夢幻之星Online2》相關歌曲                        |
| 11月6日  | THE IDOLM@STER CINDERELLA GIRLS STARLIGHT MASTER COLLABORATION！無重力穿梭機                          | 安部菜菜（三宅麻理惠）、城崎莉嘉（山本希望）、新田美波（洲崎綾）、相葉夕美（木村珠莉）、多田李衣菜（青木瑠璃子） | 「」                                      | 遊戲《偶像大師 灰姑娘女孩 星光舞台》相關歌曲           |
| 11月6日  | THE IDOLM@STER CINDERELLA GIRLS STARLIGHT MASTER COLLABORATION！無重力穿梭機                          | 相葉夕美（木村珠莉） | 「」                                      | 遊戲《偶像大師 灰姑娘女孩 星光舞台》相關歌曲           |
| 11月13日 | THE IDOLM@STER CINDERELLA MASTER 3chord for the Pops！                                                | 輿水幸子（竹達彩奈）、鹽見周子（盧婷）、相葉夕美（木村珠莉） | 「」                                      | 遊戲《偶像大師 灰姑娘女孩》相關歌曲                    |
| 2021年   | | |                                           |                                                        |
| 1月8日   | 劇場版 白箱 BD特典CD                                                                                  | 宮森葵（木村珠莉）、米姆基&蘿蘿（木村珠莉）、恰吉（宮田幸季）、阿莉亞（金元壽子）、露西（千菅春香）、塔莉安娜（山岡百合）、克莉絲（米澤圓）、艾莉澤（木村珠莉）、諾亞（沼倉愛美）、凱薩琳（伊藤靜）、小茜（中原麻衣）、小綾（伊藤静）、阿魯瓶（茅野愛衣） | 「」                                      | 電影動畫《劇場版 白箱》插入歌                          |
| 2月3日   | THE IDOLM@STER CINDERELLA GIRLS STARLIGHT MASTER GOLD RUSH！06 THE VILLAIN'S NIGHT                    | 關裕美（會澤紗彌）、赤城米莉亞（黑澤朋世）、櫻井桃華（照井春佳）、相葉夕美（木村珠莉）、宮本芙蕾德莉卡（高野麻美） | 「THE VILLAIN'S NIGHT（M@STER VERSION）」 | 遊戲《偶像大師 灰姑娘女孩 星光舞台》相關歌曲           |
| 2月3日   | THE IDOLM@STER CINDERELLA GIRLS STARLIGHT MASTER GOLD RUSH！06 THE VILLAIN'S NIGHT                    | 相葉夕美（木村珠莉） | 「THE VILLAIN'S NIGHT（M@STER VERSION）」 | 遊戲《偶像大師 灰姑娘女孩 星光舞台》相關歌曲           |
| 2月26日  | 請問您今天要來點兔子嗎？ BLOOM BD&DVD第3卷特典CD                                                      | 青山藍山（早見沙織）、真手凛（木村珠莉） | 「」                                      | 電視動畫《請問您今天要來點兔子嗎？ BLOOM》相關歌曲     |
| 11月10日 | THE IDOLM@STER CINDERELLA GIRLS 10th ANNIVERSARY M@GICAL WONDERLAND TOUR!!! MerryMaerchen Land 原聲CD | 相葉夕美（木村珠莉） | 「Absolute NIne」 「」                    | 遊戲《偶像大師 灰姑娘女孩》相關歌曲                    |
| 2022年   | | |                                           |                                                        |
| 1月12日  | THE IDOLM@STER CINDERELLA GIRLS STARLIGHT MASTER R/LOCK ON！01 星環世界                               | 砂塚明（富田美憂）、速水奏（飯田友子）、高垣楓（早見沙織）、緒方智繪里（大空直美）、 喜多日菜子（深川芹亞）、宮本芙蕾德莉卡（高野麻美）、相葉夕美（木村珠莉）、中野有香（下地紫野）、片桐早苗（和氣杏未） | 「星環世界（M@STER VERSION）」            | 遊戲《偶像大師 灰姑娘女孩 星光舞台》相關歌曲           |
| 1月12日  | THE IDOLM@STER CINDERELLA GIRLS STARLIGHT MASTER R/LOCK ON！01 星環世界                               | 相葉夕美（木村珠莉） | 「星環世界（M@STER VERSION）」            | 遊戲《偶像大師 灰姑娘女孩 星光舞台》相關歌曲           |
| 2023年   | | |                                           |                                                        |
| 2月11日  | THE IDOLM@STER M@STERS OF IDOL WORLD!!!!! 2023 明天給你Jewel                                          | 相葉夕美（木村珠莉） | 「」                                      | 遊戲《偶像大師 灰姑娘女孩》相關歌曲                    |
| 9月20日  | THE IDOLM@STER CINDERELLA GIRLS STARLIGHT MASTER PLATINUM NUMBER 09 致新生鮮花之生命                  | 西園寺琴歌（安齋由香里）、相葉夕美（木村珠莉） | 「」                                      | 遊戲《偶像大師 灰姑娘女孩 星光舞台》相關歌曲           |
| 9月20日  | THE IDOLM@STER CINDERELLA GIRLS STARLIGHT MASTER PLATINUM NUMBER 09 致新生鮮花之生命                  | 相葉夕美（木村珠莉） | 「」                                      | 遊戲《偶像大師 灰姑娘女孩 星光舞台》相關歌曲           |

## LIVE、活動

### 合同LIVE
| 演出日期            | 名稱                                                                                           | 會場                            |
| ------------------- | ---------------------------------------------------------------------------------------------- | ------------------------------- |
| 2016年10月15日      | THE IDOLM@STER CINDERELLA GIRLS 4thLIVE TriCastle Brand New Castle                             | 埼玉超級競技場（埼玉縣）        |
| 2017年7月29日、30日 | THE IDOLM@STER CINDERELLA GIRLS 5thLIVE TOUR Serendipity Parade!!! 福岡公演                    | 西日本綜合展示場 新館（福岡縣） |
| 2017年8月12日       | THE IDOLM@STER CINDERELLA GIRLS 5thLIVE TOUR Serendipity Parade!!! 埼玉超級競技場公演          | 埼玉超級競技場（埼玉縣）        |
| 2018年11月10日      | THE IDOLM@STER CINDERELLA GIRLS 6thLIVE MERRY-GO-ROUNDOME!!!                                   | 大都會人壽巨蛋（埼玉縣）        |
| 2021年10月2日       | THE IDOLM@STER CINDERELLA GIRLS 10th ANNIVERSARY M@GICAL WONDERLAND TOUR!!! MerryMaerchen Land | 西日本綜合展示場 新館（福岡縣） |
| 2021年12月25日      | THE IDOLM@STER CINDERELLA GIRLS 10th ANNIVERSARY M@GICAL WONDERLAND TOUR!!! CosmoStar Land     | 愛知縣國際展示場 A廳（愛知縣）  |
| 2022年4月2日、3日   | THE IDOLM@STER CINDERELLA GIRLS 10th ANNIVERSARY M@GICAL WONDERLAND!!!                         | Belluna巨蛋（埼玉縣）           |

## 腳註

## 外部連結
- 木村珠莉｜東京俳優生活協同組合 （日語）
- 木村珠莉的X（前Twitter） （日語）
- YouTube上的頻道（經俳協許可由木村親自經營的頻道）
- 木村珠莉的Instagram帳戶（限時帳戶自2021年11月26日至年底）